# Чижевський Петро Іванович
Петро́ Іва́нович Чиже́вський (1928, Мала Горбаша — 2000, Нефтекумськ) — бригадир тракторної бригади радгоспу «Москворецький» Жовтневого району Північно-Казахстанської області, Казахська РСР. Герой Соціалістичної Праці (1957).

## Життєпис
Народився в 1928 році у селянській родині в селі Мала Горбаша Ярунського району (нині Звягельський район, Житомирська область, Україна). На початку 1950-х років відправився за комсомольською путівкою на освоєння цілинних і перелогових земель у Казахстан. З 1954 року працював обліковцем у радгоспі «Москворецький» Жовтневого району. Після закінчення сільської школи механізації працював у тому ж радгоспі трактористом. Пізніше очолював бригаду трактористів.
У 1956 році бригада Петра Чижевського зібрала найвищий врожай зернових, зайнявши одне з перших місць за результатами в Жовтневому районі. Указом Президії Верховної Ради СРСР від 11 січня 1957 року за особливо видатні успіхи, досягнуті в освоєнні цілинних і перелогових земель, і одержання високого врожаю удостоєний звання Героя Соціалістичної Праці з врученням ордена Леніна та золотої медалі «Серп і Молот».
Пізніше проживав у Ставропольському краї, де працював комбайнером, бульдозеристом у тресті «Ставропольнефтегазстрой» у Нефтекумську.
Помер 3 серпня 2000 року в Нефтекумську.

## Нагороди
- Орден Леніна
- Медаль «За освоєння цілинних земель»